# 453-й танковый полк
453-й танковый полк — тактическое формирование Сухопутных войск Российской Федерации, созданное в ходе мобилизации в России 2022 года.

## История
453-й танковый полк формировался в Ростовской области из мобилизованных россиян в период с октября 2022 по январь 2023 гг.
С 24 января 2023 г. 453-й танковый полк принимал участие во вторжении на Украину.